# Jean Bélot
Jean Bélot (* um 1913; † 17. August 1959) war ein französischer Tischtennisfunktionär. Er war der erste Präsident des Europäischen Tischtennisverbandes ETTU.
Bélot war bis 1959 Generalsekretär des Französischen Tischtennisverbandes FFTT. Er war bereit, auch internationale Aufgaben zu übernehmen. So wurde er auf dem Kongress des Weltverbandes ITTF 1953 in den ITTF-Vorstand gewählt. Zudem arbeitete er in verschiedenen Ausschüssen des ITTF mit.
Als 1957 die Europäische Tischtennisvereinigung ETTU gegründet wurde, wählte man ihn zum Präsidenten. Dieses Amt hatte er bis zu seinem Lebensende 1959 inne. Sein Nachfolger wurde Josef Vandurel.
Im August 1959 starb Bélot während eines Urlaubs an der Riviera. 1960 ernannte ihn der ETTU-Kongress zum Ehrenmitglied der ETTU. Seitdem wurde der Pokal, den das Gastgeberland der Europameisterschaften erhält, in Jean Bélot-Pokal umbenannt.